# 高柳光希
高柳 光希（たかやなぎ こうき、1998年〈平成10年〉6月17日  - ）は、TBSテレビのアナウンサー。

## 来歴
静岡県浜松市出身。浜松開誠館高校から立命館大学の情報理工学部へ進学。大学卒業後の、2021年4月1日付でアナウンサーとしてTBSテレビに入社。同期は、小沢光葵と佐々木舞音。
入社後は、テレビで情報系の番組（『THE TIME'』『ひるおび』）や定時ニュースを主に担当しているほか、小沢・佐々木と共にスポーツアナウンサーとしても活動。入社2年目に当たる2022年度には、2022年の7月改編から月曜日の午後 - 夕方帯にTBSラジオで「ニュースデスク」、2023年の1月から『Nスタ』（土曜以外の曜日の夕方にテレビで放送される報道・情報番組）で金曜日の「ニュースプレゼンター」に抜擢されている。なお、2024年には1月の第1週にニューイヤー駅伝テレビ中継での実況や定時ニュースを担当していたが、翌週（8日）からアナウンス業務を4ヶ月間休止。「個人的に学びたいことがある」との理由からTBSテレビの「社内留学制度」を活用したことに伴って、事業投資戦略局内の事業投資戦略部で研修などに臨んでいた。「社内留学」を4月26日（金曜日）で満了したことに伴って、翌週（5月第1週）から『Nスタ』の木・金曜分などでアナウンス業務を再開。

## 人物
身長177cm。足のサイズは26.5cm。血液型はO型。
スポーツ歴は、水泳・体操・ソフトボール・野球・陸上競技。
立命館大学への在学中には、陸上競技部に所属。棒高跳びで4m80cmという自己最高記録を残した。2023年7月7日（金曜日）の『Nスタ』では、同期の部員（女子部の部長）だった田中佑美（女子100メートルハードル走選手）を「ゲキ推しさん」（ニュースプレゼンターとして16時台に進行しているコーナー）で取り上げるとともに、TBSテレビのアナウンサーになってから初めて田中を取材した映像が放送された。
TBSテレビへの入社後から短距離走に取り組み始めたところ、100m走で11秒17のタイムを記録している。また、日本陸上競技連盟からB級の審判員に認定。さらに、50mの距離を逆立ちで歩くことや、バク宙などを特技に挙げている。
好きなテレビ番組は『SASUKE』。TBSテレビへの入社が内定した時期から、アナウンサーとして実況するのではなく、「選手」として出場することを熱望していた。現に、正式入社後の2021年から、以下のように参加している。
- 2021年には、年末の第39回大会開催に向けたタレントオーディションに参加。ステージごとの分析とエリアごとの攻略法をまとめたリポートを提出するなど、ステージの完全制覇に向けて強い意欲を示した[7]ところ、入社1年目にして合格に至った[注 3]。TBSの現役アナウンサーからの出場は、入社時の先輩だった国山ハセン（2022年12月31日付で退社）が在職中に第32回大会（2016年）へ出場して以来5年振りだが、オーディション経由での参加は初めて[8]。72番のゼッケンを付けて臨んだ本番では。スタート台で名前を紹介された際にバク宙を披露したものの、1stステージの第2エリア・ローリングヒルの下り部分でリタイアを余儀なくされた[動画 2]。
- 2022年の第40回記念大会には、3923番のゼッケンを付けて出場。しかし、1stステージ[注 4]の最終エリア・2連そり立つ壁の2枚目の頂上に手を掛けられずタイムアップ。ちなみに、『Nスタ』金曜日のニュースプレゼンター就任初日（2023年1月6日）には、このエピソードを自己紹介（16時台前半の「第0部」で放送）に盛り込んでいる。
- 2023年の第41回大会では、49番のゼッケンを付けて出場。しかし、1stステージ[注 5]の新エリア・ツインダイヤの1個目から2個目への飛び移りに失敗して落水する形でリタイア。

2023年からは、ニュースを担当している『ひるおび』月曜日（ニュースを放送する前の「午前枠」）の企画で、南波雅俊（先輩に当たるスポーツアナウンサーで元・高校球児）と揃って相模湖（神奈川県）の「足こぎスワン世界大会」（2人1組による足漕ぎボートの100mのタイムトライアル）にも出場している。
- 2023年の第5回大会では、2人とも競技としての「足こぎスワン」を経験していなかったにもかかわらず、1分20秒16というゴールタイムで（出場69チーム中）26位に入った[9]。
- 2024年の第6回大会には、「TBSアナウンサーズ」と銘打って出場。この大会には歴代最多の153チームが出場していたが、「TBSアナウンサーズ」は1分12秒75（トップのチームから約1秒差）という好タイム（8位）で入賞を果たした。

2024年には、「最強スポーツ男子頂上決戦」の第13回大会（『最強スポーツ男子頂上決戦2024秋』というタイトルで10月14日にTBSテレビ系列で放送）にも出場。TBS（テレビ）の現職アナウンサーがこの大会に挑戦することは、前身番組（1995年から2010年まで放送されていた『最強の男は誰だ!壮絶筋肉バトル!!スポーツマンNo.1決定戦』）を含めても初めてで、総合成績は9位（110ポイント）だった。

## 出演番組
2024年には、前述した「社内留学」に伴って、担当番組への出演を1月の第2週から4月末まで見合わせていた。

### 現在
- スポーツ中継（駅伝、陸上競技）
  - 2022年のニューイヤー駅伝ラジオ中継で、小沢と共にリポーターとしてデビュー。同年のプリンセス駅伝からは、駅伝のテレビ中継において、一部の中継所の実況も任されている。
  - 入社3年目の2023年8月にブダペスト（ハンガリー）で開催された世界陸上競技選手権大会[注 6]では、学生時代に打ち込んでいた短距離走や棒高跳をはじめ、トラック&フィールド種目の一部（砲丸投げ・走幅跳など）の予選や決勝を東京（TBS放送センター）からの「オフチューブ方式」ながらU-NEXT（Paraviコーナー）でのライブ配信向けに実況。閉幕の1ヶ月後に開催の2023年アジア競技大会では、テレビ中継のリポート要員として、会期の前半（9月下旬）に開催地（中華人民共和国の杭州市）へ派遣されている。

#### テレビ
- ひるおび
  - 『JNN NEWS』キャスター
    - 水曜日13時台：2021年10月13日 - 2023年9月27日
      - 当初は小沢との隔週交代、2022年4月6日からは毎週担当。金曜日にも13時台を担当することがあった。

    - 月・火曜日11時台：2023年10月2日 - 
      - 「社内留学」の期間中は担当を見合わせていたが、2024年5月6日（月曜日）から担当を再開。

  - 月曜日午前枠のプレゼンター（2022年7月4日 - 2023年9月25日）
- TBS NEWS（2022年4月 - ）
- Nスタ（平日版のニュースプレゼンター）
  - 金曜日担当：2023年1月6日 - 
    - 起用時点での年齢は24歳6ヶ月で、（総合司会を含めた）この時点における平日版の現職キャスター陣では最年少。

  - 木曜日担当：2023年3月30日 - 
    - 木・金曜日とも、TBSテレビと一部のネット局で17時台に放送される「歩いて発見!すたすた中継」（担当曜日の増加と同時に始まったコーナー）において、関東地方（TBSの放送対象地域）の中継先から出演する場合がある。この場合には、JNN全国ニュースなどのスタジオパートに登場しない。ちなみに、2023年アジア競技大会開幕前日の9月22日（金曜日）には、大会のPRを兼ねて、開催地の杭州市内から「すたすた中継」向けにリポートを担当。
    - 「社内留学」の期間中は、「ニュースプレゼンター」ではない南後杏子（後輩アナウンサー）が関東地方からの「すたすた中継」でリポーターを随時務めたほか、自身のポジションを他の「ニュースプレゼンター」が共同で代行していた。2024年5月2日（木曜日）から、木・金曜日の「ニュースプレゼンター」に復帰。
- ラヴィット!
  - 9時台の『JNN NEWS』キャスター
    - 水曜日担当：2023年4月5日 - 2023年9月27日
    - 月曜日担当：2023年10月2日 - 2023年12月
    - 木曜日担当：2023年10月5日 - 2023年12月

  - 2023年8月以降は、本編の企画にも、以下のように随時出演している。
    - 2023年8月18日（金曜日）：「夏SASUKE2023 in赤坂サカス」（赤坂サカス内の広場で当時開催していたイベント）のコースを利用した「ラヴィット!SASUKE王決定戦」に参加。
    - 2023年8月29日（火曜日）：レギュラーアナウンサーの田村真子（アシスタント）・佐々木（本来は木曜日のロケ企画や『JNN NEWS』の金曜分に出演）および、本編の企画へ頻繁に登場している赤荻歩・南波雅俊両アナウンサーと揃って、本編のオープニングパートに登場。「きょうはなんのひ?」（谷口智則が描き下ろした番組オリジナルの絵本）の群読を、スタジオ（『Nスタ』と共用しているTBS放送センター内のNスタジオ）からの生放送で披露した。
- 中居正広の金曜日のスマイルたちへ（不定期）
  - 2023年5月から、料理関連のロケ企画で進行を担当。

#### ラジオ
- パンサー向井の＃ふらっと（ニュースキャスター ）- 2023年10月から不定期で担当

### 過去

#### テレビ
- お笑いの日2021（2021年10月2日） - 新人アナウンサーとしてのお披露目を兼ねて、小沢・佐々木と揃って出演。
- TBS秋の新番組プレゼン祭（2021年10月3日）
- THE TIME'（木曜日進行キャスター、2021年10月7日 - 2022年9月29日）
  - 後続番組の『THE TIME,』にも、冒頭の30分間（5:20 - 5:50）のみ出演していた。
- 報道特集（スポーツキャスター、2021年10月9日 - 2023年3月25日）
- ゴゴスマ -GO GO!Smile!-（水曜日ニュースキャスター、CBCテレビ制作、2021年10月13日 - 2023年9月27日）
  - 当時担当していた『ひるおび』13時台のニュースに続いての出演で、当初は小沢との隔週交代、2022年4月6日からは毎週担当。
- S☆1
  - 土曜版ニュースキャスター（2022年4月2日 - 2023年3月25日） - 『報道特集』に続いて出演
  - 日曜版メインキャスター代理（2022年7月31日）- メインキャスター・石井大裕の夏季休暇に伴う担当

以下は「挑戦者」として参加したアトラクション型のスポーツ・バラエティ番組で、（　）内の日付は番組の放送日。
- SASUKE  - 第39回大会（2021年12月28日）・第40回記念大会（2022年12月27日）
- 究極の男は誰だ!?最強スポーツ男子頂上決戦 - 第13回大会（2024年10月14日）

#### ラジオ
- アシタノカレッジ月曜日「ちょこっといいこと短歌」（不定期出演、2021年10月 - 2022年6月）
- 森本毅郎・スタンバイ!（2022年1月4日・2023年1月3日）
  - いずれも、メインパーソナリティ・森本毅郎の年末年始休暇に伴う代演。
- 金曜ボイスログ（ニュースキャスター、2022年4月8日 - 2023年9月29日）
- ニュースデスク（月曜日午後 - 夕方帯担当、2022年7月4日 - 2023年9月25日） -　『ネットワークトゥデイ』のキャスターを兼務
- 生島ヒロシのおはよう定食／生島ヒロシのおはよう一直線（パーソナリティ代理、2022年8月12日／2023年1月4日・9月7日）
  - 初出演は生島ヒロシ（メインパーソナリティ）の新型コロナウイルス感染症罹患、以降の出演は生島の休暇に伴う代演。